# Психология на медиите
Психологията на медиите е интердисциплинарна област, която търси отговор на въпроса, как хората възприемат, интерпретират, използват и реагират на изпълнения с медии модерен свят.
Намирайки отговора, медийният психолог може да идентифицира потенциалните проблеми и предимства, а също така да спомогне за развитието на положителна медия.

## Някои изследвания
Според доклад на Бил Маккибен, хората гледат телевизия, когато се чувстват депресирани и най-силният индикатор хората да гледат телевизия вечер е, че следобед чувстват, че денят не върви добре. В същия доклад се казва, че „гледането (на телевизия) всъщност ни прави по-пасивни, отегчени, раздразнителни, тъжни и самотни“.

## Академична дисциплина
Изучаването на психология на медиите се появява като академична и професионална дисциплина във връзка със социалната и комерсиалната потребност за прилагане на теорията и изследването на психологията към въздействието на медиите. Психологията има основно значение за разбиране на ефекта от интеграцията на медийните технологии върху индивида и групите. Тази сфера обхваща пълния диапазон на отношенията „човек—медиите“ – познавателна способност, поведение – по време на събития, всякакви действия, теории и практики, като се отчита, че медиите включват всички форми на опосредствана комуникация чрез изображения, звук, графика, съдържание и нови технологии.
Тази нова сфера на науката предоставлява една важна възможност да се използват медиите по един нов и творчески начин чрез разбирането как психология и медии работят заедно. Психологическите теории могат да бъдат приложени към появяващите социални медии, електронно обучение и цифрови технологии по нови неизпробвани начини. Психологията на медиите ползва опита на мнозина дисциплини като социология, антропология, политология, реторика, компютърни технологии и комуникации и международни отношения.
Отделът APA Media Psychology Division 46 към Американската асоциация по психология посочва като своя цел фокусирането върху ролята на психолозите в различните аспекти на традиционните и новите медии. Отделът се стреми да развива изследването на влиянието на медиите върху човешкото поведение и разбиране на потребностите за ползването на медиите, да улеснява диалога между психолози и медийни представители, да обогатява преподаването, обучението, и практиката на медийната психология, да насърчава използването на психологичните теории и експертизи за развитието на медиите в различни полета на приложение като образование и здраве, както и да подготвя психолози за интерпретацията на психологичните изследвания пред масовата публика и професионалисти от други области.
Университетът „Филдинг“ (Fielding Graduate University) в Санта Барбара, Калифорния предлага първата докторска програма в сферата на Психология на медиите през 2004 г. Днес има повече от 75 записали се студенти.